# Paulowniaceae
Paulowniaceae é uma família de plantas angiospérmicas (plantas com flor - divisão Magnoliophyta), pertencente à ordem Lamiales.
A ordem à qual pertence esta família está por sua vez incluida na classe Magnoliopsida (Dicotiledóneas): desenvolvem portanto embriões com dois ou mais cotilédones.
Família composta pelo gênero Paulownia, apresentando 23 espécies:
Paulownia australis Paulownia catalpifolia Paulownia coreana
Paulownia duclouxii Paulownia elongata Paulownia fargesii
Paulownia fortunei Paulownia glabrata Paulownia grandifolia
Paulownia imperialis Paulownia kawakamii Paulownia lilacina
Paulownia longifolia Paulownia meridionalis Paulownia mikado
Paulownia recurva Paulownia rehderiana Paulownia shensiensis
Paulownia silvestrii Paulownia taiwaniana Paulownia thyrsoidea
Paulownia tomentosa Paulownia viscosa